# Régiment d'Albigeois
Le régiment d’Albigeois est un régiment d'infanterie du royaume de France créé en 1692 et licencié en 1714.

## Création et différentes dénominations
- 4 octobre 1692 : création du régiment d’Albigeois
- 7 octobre 1714 : licencié

## Colonels et mestres de camp
- 4 octobre 1692 : Jérôme-François Lécuyer, comte de Muret, brigadier le 29 juillet 1702, maréchal de camp le 26 octobre 1704, lieutenant général le 29 mars 1710, † 30 septembre 1741
- 1699 : N.
- ... : le comte de Brassac (gentilhomme d'Angoumois, blessé au combat de Cassano en août 1705).
- 6 septembre 1705 : Paul de Covet, comte de Marignane, brigadier le 26 octobre 1704, maréchal de camp le 29 mars 1710, lieutenant général le 30 mars 1710, † 1er novembre 1738
- 20 mars 1710 : N. du Deffand de La Lande

## Historique des garnisons, combats et batailles
- 1692 : 13 compagnies dont une de grenadiers
- 14 mars 1701 : levée de 78 compagnies de miliciens en Languedoc dont 13 sont incorporées au régiment d’Albigeois pour le porter à 2 bataillons

## Drapeaux

Drapeau d’ordonnance
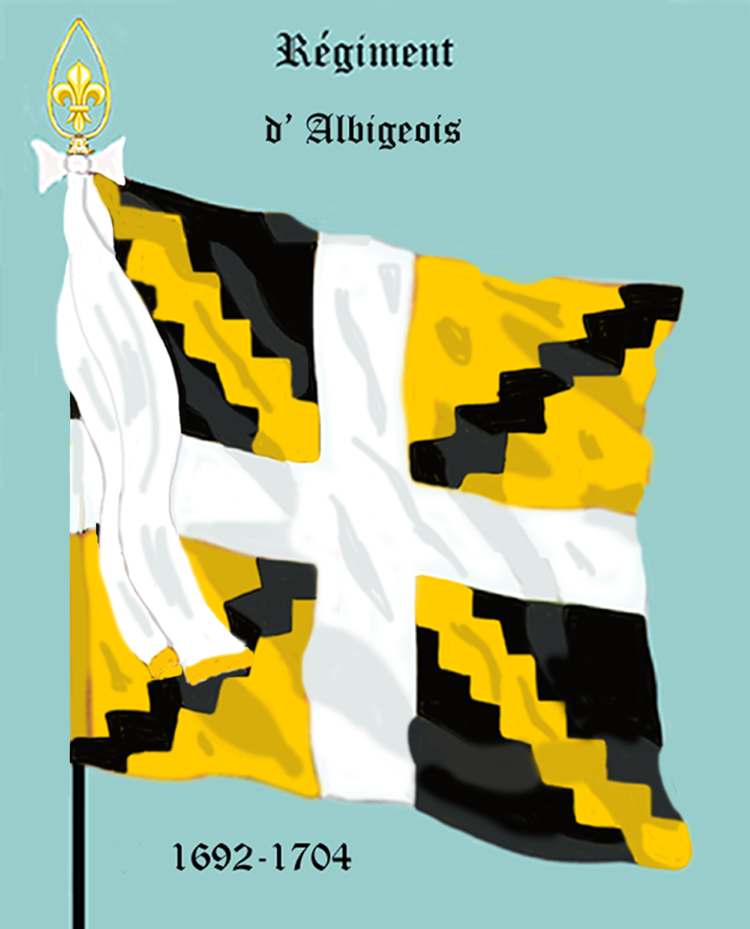
régiment d’Albigeois de 1692 à 1714